# 石川正一郎
石川 正一郎（いしかわ しょういちろう、1958年3月 - ）は、日本の警察官僚。階級は警視監。

## 人物
神奈川県鎌倉市出身。聖光学院中学校・高等学校を経て、東京大学法学部卒業。1981年、警察庁入庁。神奈川県警察本部長。2014年4月1日から2023年3月まで9年間、内閣官房拉致問題対策本部事務局長を務めた。同年4月には拉致問題対策担当の内閣官房参与に就任した。2025年7月31日付で内閣官房参与を退職した。

## 略歴
- 1991年 - 外務省在英国日本国大使館一等書記官
- 1994年 - 警察庁刑事局暴力団対策部暴力団対策第二課理事官 任警視正
- 1995年 - 警察庁警備局警備企画課理事官
- 1997年 - 警視庁公安部公安総務課長
- 1998年 - 警察庁長官官房人事課企画官
- 1999年 - 警視庁警務部参事官・人事第一課長事務取扱
- 2001年 - 警察庁長官官房参事官（教養担当）
- 2003年1月31日 - 秋田県警察本部長 任警視長
- 2005年3月25日 - 警察庁長官官房参事官
- 2005年7月20日 - 警察庁警備局公安課長
- 2007年5月30日 - 警察庁警備局警備企画課長
- 2009年2月9日 - 栃木県警察本部長 任警視監
- 2011年3月22日 - 警視庁公安部長
- 2013年4月5日 - 神奈川県警察本部長
- 2014年4月1日 - 内閣官房副長官補付内閣審議官（内閣官房拉致問題対策本部事務局長）
- 2023年3月31日 - 退官
- 2023年4月1日 - 内閣官房参与（拉致問題対策担当）
- 2023年7月1日 - 明治安田生命保険顧問[6]